# Abintestat
Abintestat és una expressió jurídica provinent del llatí ab intestato (traduïble en català com a "sense testament"), que refereix a la successió intestada, és a dir, a l'herència i l'adjudicació dels béns del causant que ha mort sense deixar testament o el testament del qual és ineficaç. Així, els béns del causant són per aquella persona o aquelles persones i en l'ordre que determini la llei aplicable.

## La successió intestada a Catalunya

### Norma aplicable
La norma que regeix les successions hereditàries de les persones que, en el moment de morir, tenien el veïnatge civil català és el Títol IV del Llibre Quart del Codi Civil de Catalunya (articles 441-1 a 444-1). En virtut del que estableix la indicada normativa, les persones cridades a ésser hereus del causant intestat són, però ordre de preferència, les que s'indiquen a continuació.

### Persones cridades a l'herència

#### Descendents
En la successió intestada, l'herència es defereix primerament als fills del causant, per dret propi, i a llurs descendents per dret de representació (Art. 442-1 Codi Civil Catalunya). Per tant, en cas d'haver-hi fills, aquests seran hereus, per dret propi, i succeiran per caps, és a dir, en la proporció corresponent en funció del total de fills (En el cas de quatre fills, per exemple, cada un serà hereu quant a una quarta part).
El parentiu per adopció produeix els mateixos efectes successoris que el parentiu per consanguinitat. Per tant, la persona adoptada i els seus descendents adquireixen els drets successoris abintestat respecte a la persona adoptant i la seva família, i aquests respecte a aquells, quedant extingits, sense perjudici d'algunes excepcions legals, els drets successoris entre l'adoptat i els seus parents d'origen.
Si algun dels fills ha premort al causant i aquest fill va deixar descendents, aquests descendents heretaran per estirps, d'acord amb el dret de representació (Per tant, si per exemple el causant tenia quatre fills, però un d'ells el premor, els descendents del fill difunt tindran dret a la quarta part de l'herència corresponent al seu pare/mare).
Si els fills o altres descendents concorren, en el moment de la defunció, amb el cònjuge vidu del causant o convivent en unió estable de parella supervivent, aquest darrer tindrà els drets que s'indiquen en el següent apartat.

#### Cònjuge vidu o convivent en unió estable de parella
El cònjuge vidu o convivent en unió estable de parella, si hi ha fills o descendents del causant, té dret a l'usdefruit vitalici de la totalitat de l'herència. En cas de no haver-hi fills ni descendents, el cònjuge vidu o convivent en unió estable de parella esdevé hereu, sense perjudici que si els pares del causant viuen tenen el dret a la llegítima en l'herència del seu fill.

#### Ascendents
Si el causant mor sense fills ni descendents i sense cònjuge o convivent d'unió estable de parella, passen a ésser hereus els progenitors, a parts iguals. Si només en sobreviu un, aquest passa a ésser únic hereu de tots els béns. A manca de progenitors, l'herència passa als ascendents de grau més proper. Si hi ha dues línies de parents del mateix grau, l'herència es divideix per línies i, dins de cada línia, per caps.

#### Col·laterals
A manca de fills, altres descendents, cònjuge o convivent i d'ascendents, l'herència passa als parents col·laterals fins al quart grau. En primer lloc a favor dels germans, per dret propi, i dels fills de germans, per dret de representació, sense distinció entre germans de doble vincle o de vincle senzill. A manca de germans i de fills de germans, l'herència passa als altres parents de grau més pròxim en línia col·lateral, dins del quart grau, per caps (per parts iguals cada un d'ells, sense tenir en consideració estirps o línies de parentiu.

#### Generalitat de Catalunya
En defecte de les persones indicades anteriorment, l'herència passa a correspondre a la Generalitat de Catalunya.